# Slab City

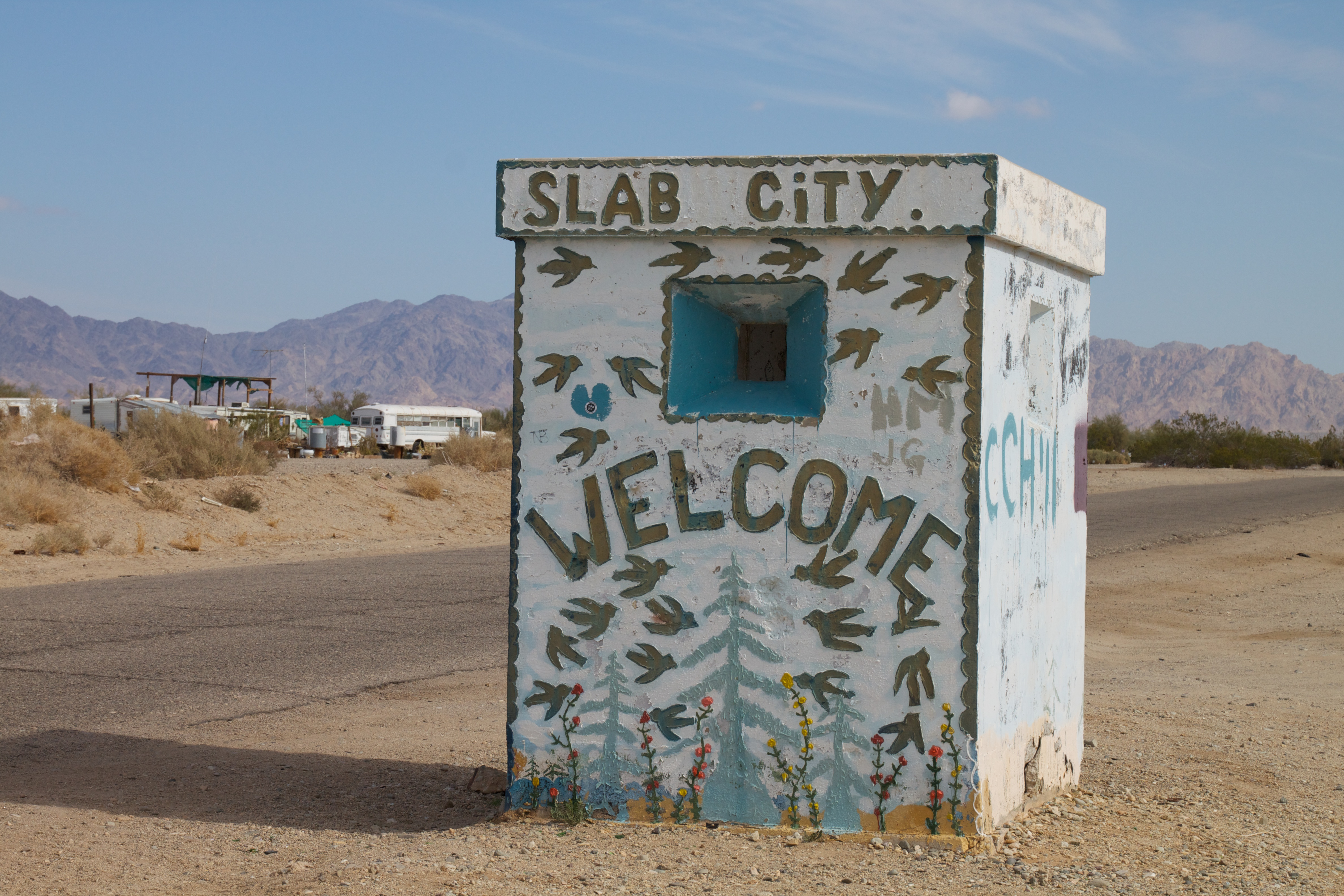
L'ingresso di Slab City

Slab City è un villaggio abusivo statunitense situato nel sud-est della California, vicino alla cittadina di Niland, composto da camper, roulotte e veicoli abbandonati; durante i mesi più freddi dell'anno, la popolazione arriva a toccare i duemila abitanti e comprende nomadi e hippie che vogliono fuggire dalla civiltà.
All'interno di Slab City non vi sono elettricità, acqua corrente o altro tipo di servizio sociale; le persone che vivono nei camper sono solitamente munite di generatori e pannelli fotovoltaici per poter soddisfare i propri bisogni primari.

## Storia
Slab City fu fondata all'inizio degli anni sessanta all'interno di una zona desertica che fungeva da base militare americana durante la seconda guerra mondiale. Una volta smantellato l'accampamento nel 1958, i primi nomadi iniziarono ad insediarsi negli oltre due chilometri quadrati di terreno abbandonato; la popolazione crebbe sempre di più fino a raggiungere il suo picco alla fine degli anni ottanta, quando arrivò a contare circa quattromila abitanti.
Nel 1990, nei pressi di Slab City, l'artista Leonard Knight realizzò la Salvation Mountain, una piccola collina artificiale ricoperta di pittura acrilica e addobbata con simboli dedicati a Dio.

## Cultura di massa
Slab City è stata citata nel libro Nelle terre estreme, scritto da Jon Krakauer nel 1997; dal libro è stato tratto un film, Nelle terre selvagge, diretto da Sean Penn e distribuito in tutto il mondo nel 2007.
Nel 2008 il regista Gianfranco Rosi ha realizzato un documentario, Below Sea Level, interamente girato all'interno di Slab City.